# Para-Ordnance

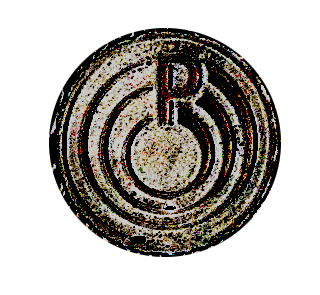

Para-Ordnance es una empresa dedicada a la fabricación de armas de fuego, con sede en Ontario, Canadá, fabricando versiones especiales del modelo Colt M1911A1 desde 1988.

## Historia y desarrollo
En 1988, la firma introdujo una 1911A1 de 12 disparos con calibre .45 ACP, y en 1990 una 1911A1 con cargador de 14 cartuchos. Además, ha añadido toda clase de mejoras técnicas a estos dos modelos, como por ejemplo, el seguro automático de aguja percutora, miras de triple punto o martillo y guardamonte de tipo "Combat". También ha desarrollado una nueva rampa de alimentación que garantiza la carga perfecta, incluso cuando el cartucho tiene bala de plomo.
La Para-Ordnance ha desarrollado una empuñadura que hace la pistola más estrecha, incluso alojando un cargador de doble hilera, así como un juego de conversión para pistolas 1911A1 y similares, desarrollado en 1989. Al contrario que la original, éstas tienen carriles en el armazón que sirven de guía a la corredera.
La Para-Ordnance es una buena elección para tiradores que prefieren el modelo 1911A1 con un cargador de gran capacidad y quieren convertirla en una pistola especial para tiro de recorrido. En 2001 introdujo varias versiones de doble acción de los modelos ya existentes, las compactas de 6 disparos .45 ACP, modelo 6,45 LDA y 6,45 LLDA. Esta serie sólo está disponible con cañón de competición. 

## Tipos de Para-Ordnance
Básicamente, hay cinco tipos; 
- Modelo Compacto P10, con capacidad para 10 cartuchos del .45 ACP.
- Modelo P12 semicompacta de 12 disparos.
- Modelo P13 versión ligeramente más larga, con cargador de 13 cartuchos.
- Modelo P14, de 14 disparos.
- Modelo P16, de 16 disparos en calibre .40 S&W, que también está disponible en .9mm parabellum, con cargador de 18 cartuchos.